# Maxime Richard
Maxime Richard (Dinant, 14 aprile 1988) è un canoista belga.

## Biografia
Ha rappresentato il Belgio ai Giochi olimpici estivi di Londra 2012, gareggiando nei concorsi della velocità K1 200 metri, dove ha concluso al quinto posto nella finale B.
Ai campionati mondiali di Milano 2015 si è classificato al quinto posto nella finale B, mancando la qualificazione per i Giochi olimpici di Rio de Janeiro 2016.